# Sobibór
Sobibór – wieś w Polsce położona w województwie lubelskim, w powiecie włodawskim, w gminie Włodawa. Leży nad Bugiem.
Na terenie wsi utworzono dwa sołectwa Sobibór-Stacja i Sobibór-Wieś. Według Narodowego Spisu Powszechnego z roku 2011 wieś liczyła 434 mieszkańców.
Wierni Kościoła rzymskokatolickiego należą do parafii św. Jana Jałmużnika w Orchówku.

## Części wsi
| SIMC    | Nazwa   | Rodzaj    |
| ------- | ------- | --------- |
| 0109820 | Dubnik  | część wsi |
| 0109837 | Sobibór | osada wsi |

## Opis
Nazwa wsi związana jest z imieniem Sobiebor. Wieś znajduje się na skraju lasów sobiborskich. Na jej terenie stoi murowany dwór, dawna siedziba szkoły. 4 km na zachód od wsi, w środku lasu, znajduje się sołectwo Sobibór Stacja. Mieści się tam czynna towarowa stacja kolejowa Sobibór (przeładunek drewna) oraz muzeum wraz z pomnikiem upamiętniającym dawny obóz zagłady. Siedziba Nadleśnictwa Sobibór.
W roku 1637 przyłożona konwentu brzeskiego Św. Franciszka B. Ruszkowska ufundowała cerkiew Jana Ewangelisty  z pozwolenia zgromadzenia i błogosławieństwa o. Mefodiusza z Terla Terleckiego.
Przy stacji działał w latach 1942–1943 niemiecki nazistowski obóz zagłady w Sobiborze, w skład załogi którego wchodziło 30 Niemców oraz 150 byłych jeńców sowieckich na służbie niemieckiej, głównie Ukraińców. Zamordowano tam co najmniej ćwierć miliona ludzi. 14 października 1943 roku w obozie wybuchł bunt więźniów, w wyniku którego zostało zabitych dwunastu esesmanów, trzystu więźniom zaś udało się zbiec.
W latach 1867–1933 miejscowość była siedzibą gminy Sobibór. W latach 1975–1998 administracyjnie należała do województwa chełmskiego.
Na terenie miejscowości znajduje się przystanek kolejowy Okuninka Białe, natomiast stacja kolejowa Sobibór należy do obrębu wsi Żłobek.